# Guvernul Provizoriu Mexican
Puterea Executivă Supremă (spaniolă: Supremo Poder Ejecutivo) a fost Guvernul Provizoriu Mexican care a guvernat între căderea Primului Imperiu Mexican în aprilie 1823, și alegerile pentru primul Președinte Mexican, Guadalupe Victoria⁠(d) în octombrie 1824. După abdicarea Împăratului Iturbide⁠(d), suveranitatea a trecut la congres care era pus de un 
triumvirat, făcut de Guadalupe Victoria, Pedro Celestino Negrete⁠(d), și Nicolas Bravo⁠(d), pentru a sluji ca executiv, în timp ce se redacta o nouă constituție.
În această perioadă, guvernul a supravegheat tranziția națiunii de la monarhie la republică, abolind toate titlurile nobilimii, schimbând simbolurile naționale, și scoaterea de la putere a rămășițelor guvernului imperial. Însuși Iturbide și familia sa au fost exilați în Europa, iar când a încercat să se întoarcă în iulie 1824, a fost capturat și executat.
O provocare majore au fost multiplele revolte militare care au izbucnit în provincii, iar într-un caz însuși în capitală. Cauzele au variat, variind de la agitație în favoarea înființării unei federații, sentimentul anti-spaniol și chiar eforturi care vizează restaurarea Imperiului.
Alegerile pentru un nou congres s-au ținut în octombrie 1824, iar noua legislatură a continuat sarcina de a redacta o nouă constituție, dezbaterile asupra acestei chestiuni fiind preocupate în principal de faptul dacă noua republică ar trebui să ia forma unei federație, sau a unei republici centralizate⁠(d). Fosta facțiune a triumfat, iar rezultatul a fost Constituția Mexicului din 1824, iar Puterea Executivă Supremă a fost înlocuită de Prima Republică Mexicană.

## Fundal
Mexicul a fost original o monarhie: ”constituțională și moderată” potrivit Tratatului de la Cordoba. Noua țară a adoptat numele de Imperiul Mexican.
Planul Iguala⁠(d) prevedea plasarea unui monarh Burbonic pe tronul mexican, dar când oferta a fost refuzată, o revoltă a cazărmii din capitală l-a declarat împărat pe Agustín de Iturbide⁠(d) și congresul, în căutarea stabilității, și înconjurat de partizanii militari ai lui Iturbide, a acceptat. Iturbide a fost oficial proclamat Împărat al Mexicului la 18 mai 1822. În orice caz, Imperiul Constituțional în curând s-a trezit rupt de conflictele dintre Împărat și Congres. Deputații au fost închiși doar pentru că nu erau de acord cu Iturbide iar în final, Iturbide a decis să abolească Congresul, stabilind ulterior Junta Națională supusă lui.
Lipsa unui congres, caracterul arbitrar al împăratului și absența soluțiilor la problemele grave cu care se confrunta țara au sporit conspirațiile pentru a schimba sistemul imperial. Antonio López de Santa Anna a proclamat Planul Casei Mata⁠(d), la care s-au alăturat ulterior Vicente Guerrero⁠(d) și Nicolás Bravo. Apoi, Iturbide a fost forțat să restabilească Congresul și, într-o încercare zadarnică de a salva ordinul și de a menține situația favorabilă susținătorilor săi, a abdicat coroana Imperiului la 19 martie 1823.

## Tranziția de la Monarhie la Republică
La 31 martie 1823, Congresul a abolit oficial executivul care a funcționat sub Imperiu până la 19 mai 1822.  În locul lui, a fost stabilit un nou corp cunoscut ca Puterea Executivă Supremă și a ales să ocupe funcția cu un triumvirat format din Nicolás Bravo, Guadalupe Victoria și Pedro Celestino Negrete. Întrucât primii doi nu erau prezenți în capitală la acea vreme, José Mariano Michelena și José Miguel Domínguez au fost aleși pentru a servi ca supleanți în această calitate, în timp ce membrii triumviratului nu erau disponibili.  José Ignacio García Illueca a fost numit singur ministru, deținând toate portofoliile.
La 7 aprilie, Congresul sa concentrat asupra abordării abdicării lui Iturbide. Abdicarea nu a fost recunoscută oficial, deoarece alegerile lui Iturbide au fost declarate forțate la congres prin amenințarea cu violența și, prin urmare, tronul nu era al său în primul rând legal. Dezbaterile din congres pe această temă au devenit foarte aprinse. Când un deputat a încercat să declare că votul său pentru împărat, reprezentând dorințele raionului său, a fost liber și necontractat, camera s-a ridicat în revoltă ostilă. Încoronarea lui Iturbide, titlurile nobilimii și succesiunea ereditară au fost declarate nule. Cu toate acestea, i s-a acordat o pensie anuală de 25.000 de pesos, cu condiția să plece din țară. Planul de la Iguala și Tratatul de la Cordoba care instituise Imperiul au fost declarate nule.
La 11 mai, însoțit de Nicolas Bravo și supravegheat la plecare de Guadalupe Victoria la La Antigua, Iturbide și familia sa au părăsit țara pe fregata comercială britanică Rawlins, cu Livorno ca destinație. La întoarcerea lui Bravo în capitală, Executivul a numit noi miniștri: Lucas Alamán la relațiile interioare și externe, Francisco de Arrillaga la Trezorerie, Pablo de La Llave la Justiție și Afaceri ecleziastice și José Ignacio García Illueca la Război și marine.
Deținuții politici au fost eliberați,  Consiliul de stat al lui Iturbide a fost desființat și a fost înființată o nouă Curte Supremă.

La 19 iulie 1823, Congresul a onorat 11 eroi decedați care luptaseră pentru independența mexicană: Miguel Hidalgo, Ignacio Allende⁠(d), Juan Aldama⁠(d), Mariano Abasolo⁠(d), José María Morelos⁠(d), Mariano Matamoros⁠(d), Miguel Bravo⁠(d), Leonardo Bravo⁠(d), Galeana⁠(d),Jiménez⁠(d), Mina⁠(d), Pedro Moreno⁠(d) și Rosales⁠(d). Numele lor au fost ordonate să fie înscrise în aur peste camera congresului, iar monumentele au fost ordonate să fie ridicate în locurile lor de moarte. Rămășițele care au putut fi găsite au fost exhumate pentru a organiza o înmormântare de stat pentru ei. După ceremonii, o mulțime a complotat să viziteze mormântul lui Hernán Cortés pentru a-și profana oasele, iar guvernul a trebuit să trimită ca rămășițele să fie ascunse și protejate.
Opoziția politică față de Iturbide în acest moment a dus și la o schimbare în comemorarea Independenței Mexicului. Războiul de independență mexicană a trecut prin mai multe faze, deloc sub aceeași conducere sau cu aceleași scopuri, iar în 1821, Iturbide a câștigat în cele din urmă independența față de Spania, ducând la o comemorare a problemei la aniversarea lui intrarea armatei în Mexico City pe 27 septembrie. Cu toate acestea, odată cu căderea lui Iturbide, comemorarea independenței a fost mutată pe 16 septembrie, comemorând Strigătul Dolorilor care începuse lupta pentru independență.